# Ipoplasia renale
L'ipoplasia renale è una condizione medica che consiste nel sottosviluppo congenito di uno o di entrambi i reni. A differenza della displasia renale, i tessuti nel rene piccolo sono normali dal punto di vista istologico e morfologico, tuttavia possiedono un numero diminuito di nefroni.
La condizione, che può avere risvolti patologici, non deve essere confusa con la displasia renale o con il rimpicciolimento di uno o di entrambi i reni aventi originariamente dimensioni normali.

## Epidemiologia
Fino al 2,5% dei nati vivi presenta ipoplasia renale, tuttavia solo una parte di questi casi acquisisce una connotazione patologica, causando una compromissione della funzionalità dell'apparato escretore.

## Eziologia
Le cause risiedono spesso nel difettoso sviluppo del metanefro, cioè la struttura embrionaria da cui poi si sviluppa la porzione superiore dell'apparato escretore, soprattutto i reni; l'ipoplasia renale può derivare da un'infezione da Citomegalovirus occorsa in gravidanza; altri fattori di rischio individuati sarebbero il ritardo della crescita intrauterina, il diabete gestazionale, la preeclampsia, l'eclampsia, alcune forme di intossicazione verificatesi durante la gravidanza, la prematurità e l'abuso di farmaci durante la gestazione.
Esiste una correlazione statistica tra l'ipoplasia renale e il coloboma renale, nonché la sindrome di Turner.

## Clinica
L'ipoplasia renale può essere classificata in tre diverse forme:
- Ipoplasia renale bilaterale, quando entrambi i reni risultano avere dimensioni e funzionalità ridotte
- Ipoplasia renale unilaterale, quando soltanto un rene presenta alterazioni morfologiche e funzionali significative
- Ipoplasia segmentale, nel caso in cui l'ipoplasia unilaterale riguardi soltanto alcune porzioni del rene coinvolto

Quando l'ipoplasia è bilaterale, il corrispondente quadro clinico varia in base all'entità del sottosviluppo renale; in particolare, durante il periodo fetale, la carenza di liquido amniotico e un aumento della beta 2 microglobulina sono fattori prognostici sfavorevoli. La diagnosi viene spesso posta dopo la nascita, a seguito di un riscontro accidentale della condizione nell'ambito di esami di routine. In caso di ipoplasia bilaterale, possono verificarsi ipertensione nefrovascolare e insufficienza renale cronica.
Se l'ipoplasia è monolaterale, il rene non interessato dall'anomalia potrà andare incontro a ipertrofia compensatoria.
Anche quando è presente un sottosviluppo "segmentale" di una o più parti di un solo rene, può osservarsi una moderata ipertensione nefrovascolare.
Se l'ipoplasia renale è particolarmente grave, quando il numero di nefroni è più basso anche dell'80% rispetto al normale e vi si associano ipertrofia dei glomeruli e dei tubuli renali, si parla di oligomeganefronia.
Quando non è idiopatica, l'ipoplasia renale è riscontrata in un contesto sindromico genetico, come ad esempio:
- Nella sindrome acrorenale
- Nell'atelosteogenesi
- Nella sindrome di Beemer-Langer
- Nella sindrome di Bardet-Biedl
- Nella sindrome mammorenale (che consiste in difetti strutturali dei reni e politelia)
- Nella sindrome di Saldino-Noonan
- Nella sindrome di Strømme[13]
- Nella sindrome di Verma-Naumoff

## Diagnosi
La diagnosi dell'ipoplasia renale viene solitamente effettuata mediante ecografia; in particolare, nel feto è possibile rilevare questa condizione attorno al secondo trimestre della gravidanza, mediante l'ecografia ostetrica.
L'ipoplasia renale entra in diagnosi differenziale con displasia renale, la quale ha molto più frequentemente risvolti patologici. Un rene dal volume normale, che però ecograficamente appare particolarmente piccolo su uno dei piani di osservazione, può essere un rene non ipoplasico ma con alcune alterazioni morfologiche. Nelle forme segmentali di ipoplasia renale, bisogna porre la distinzione tra le alterazioni dovute a processi infiammatori (transitori o permanenti) è alla presenza di tessuto cicatriziale.